# Paal (verhaal)
Paal (Mute) is een verhaal geschreven door de Amerikaan Richard Matheson in 1962. De Nederlandse vertaling verscheen in de serie Bruna FeH in 1976 in de bundel met de titel Nat stro en andere griezelverhalen. Het valt in de categorie sciencefictionverhaal.

## Het verhaal
Hoofdpersoon is Paal Nielsen. Hij woont samen met zijn ouders in een afgelegen villa nabij German Corners, Wisconsin. Paal is een adolescent, die niet naar school gaat. Op een gegeven moment staat de villa in brand en Paal weet te ontvluchten. Zijn ouders komen in de brand om. De jongen wordt opgevangen door de buren, maar het blijkt dat Paal niet spreekt. De bewoners van het dorp hebben Paals ouders altijd vreemd aangekeken, want hun gedrag week aanzienlijk af van de rest van de dorpsbewoners. Er ontstaat pas communicatie tussen hen, als professor Werner aanspraak denkt te kunnen maken op de jongen. Pas dan blijkt dat Paal deel uitmaakt van een experiment, waarbij een aantal wetenschappers telepathie door middel van verregaande oefening terug wil brengen onder de mensheid. Als gevolg daarvan hoefde Paal niet te spreken; hij zond zijn gedachten uit en werd door diezelfde wetenschappers dan begrepen en omgekeerd. Paal moet dus kiezen tussen een “gewoon” leven en het leven als wetenschapsobject. Zodra hij de beslissing neemt om voor het “gewone” te kiezen, breekt de telepathie en voelt hij de empathie zijn leven binnen stappen.  